# 德韋莫吉利
德韋莫吉利是保加利亞的城鎮，位於該國東北部，距離首府魯塞32公里，由魯塞州負責管轄，海拔高度242米，受大陸性氣候影響，2009年人口4,342，居民主要信奉東正教。
43°36′N 25°52′E / 43.600°N 25.867°E